# فرنسيسكو هيون-سول كيم
فرنسيسكو هيون-سول كيم (بالإسبانية: Francisco Hyun-sol Kim)‏ هو لاعب كرة قدم باراغواياني في مركز الوسط، ولد في 16 مايو 1991 في باراغواي. لعب مع نادي كابيفاريانو.

## وصلات خارجية
- فرنسيسكو هيون-سول كيم على موقع دوري كوريا الجنوبية (الإنجليزية)
- فرنسيسكو هيون-سول كيم على موقع قاعدة بيانات كرة القدم.إي يو (الإنجليزية)
- فرنسيسكو هيون-سول كيم على موقع Soccerway.com (الإنجليزية)